# Monte La Plane
Il monte La Plane (in francese Sommet de la Loubatière o Mont La Plane) è una montagna di 2.545 m s.l.m. delle Alpi del Monginevro, nelle Alpi Cozie. È situata sul confine tra l'Italia (Città metropolitana di Torino) e la Francia (Alte Alpi).

## Descrizione

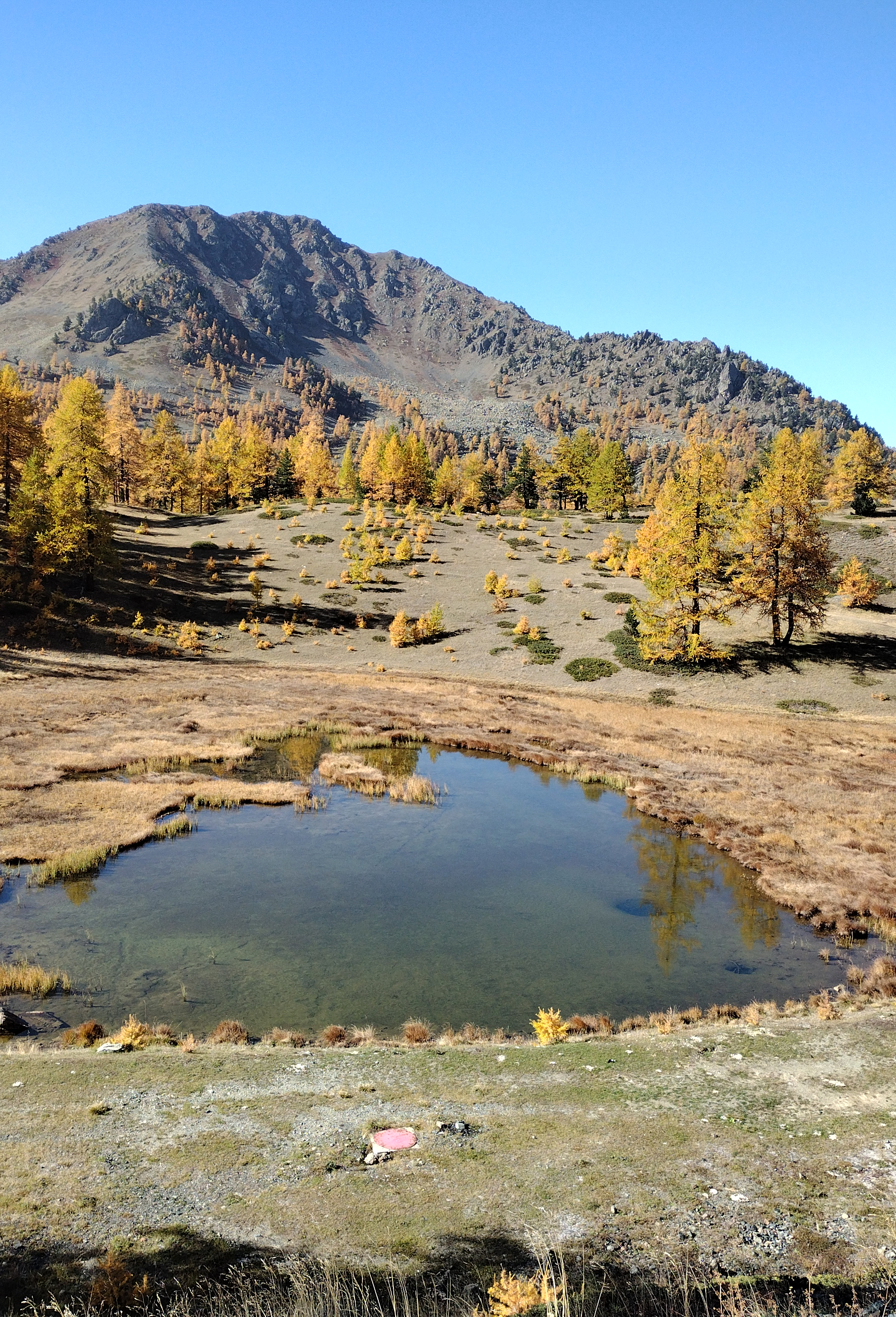
Vista dal Lago Rascià

La montagna è situata sul crinale che divide il vallone della Piccola Dora (a nord-ovest) dal vallone Gimont (a sud-est, tributario della Piccola Dora). Amministrativamente è divisa tra il comune italiano di Cesana Torinese e quello francese di Monginevro. Sulla cima del monte, che fa parte della catena principale alpina, si trova un segnale metallico sostenuto da un ometto in pietrame. Il Colletto Verde (o Grand Collet, 2.519 m) e il Colle Guignard (o Petit Collet, 2.440 m) lo dividono, lungo il crinale sud-est, dal Monte Gimont, collocato quest'ultimo sulla Catena principale alpina. Nella direzione opposta il crinale dal Monte La Plane prosegue perdendo quota in direzione di Claviere. La prominenza topografica della montagna è di 105 metri.
Gli impianti di risalita e le piste da sci del comprensorio sciistico della Via Lattea, salendo sia dal lato di Claviere che da quello di Monginevro, arrivano al Colletto Verde, che si trova ad una certa distanza dalla cima della montagna.

## Geologia
Come nel caso del vicino monte Chenaillet le rocce che costituiscono la montagna sono di origine ignea e si sono formate su un antico fondale marino oggi emerso. In particolare si tratta di materiale di tipo basaltico.

## Storia

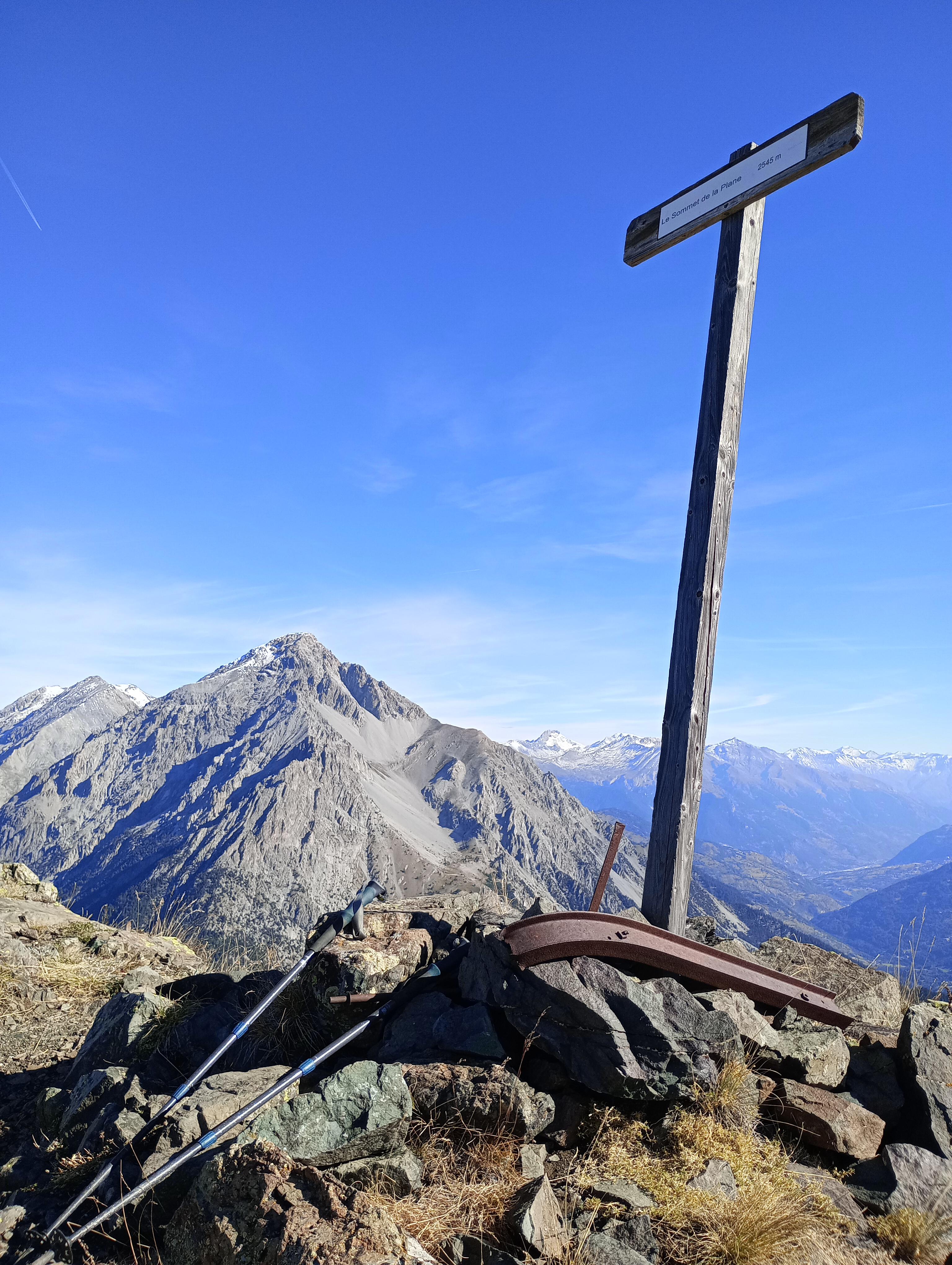
La cima del monte

Il vallone della Piccola Dora, compreso tra il monte Ginmont e lo Chenaillet, pur facendo idrograficamente parte del bacino del Po, apparteneva al territorio francese già prima del ritocco dei confini operato con il trattato del 1947 dopo la fine della seconda guerra mondiale, come era stato ribadito dopo alcune controversie nel trattato di Parigi del 1814.

## Accesso alla vetta

### Salita estiva
La via normale per raggiungere la cima della montagna è la cresta sud-est, che la congiunge con il Colle Guignard. L'itinerario è valutato di difficoltà E. È anche possibile raggiungerla senza particolari difficoltà risalendo i versanti orientale o occidentale, oltre che per il crestone nord-orientale.

### Salita invernale
La montagna rappresenta una nota meta scialpinistica. La salita invernale con opartenza da Claviere è considerata di difficoltà BS..

### Punti di appoggio
- Capanna Mautino (2110 m, a monte del Lago Nero)
- Baita Gimont (2035 m, vallone La Plane (Cesana Torinese)[11]

## Galleria d'immagini

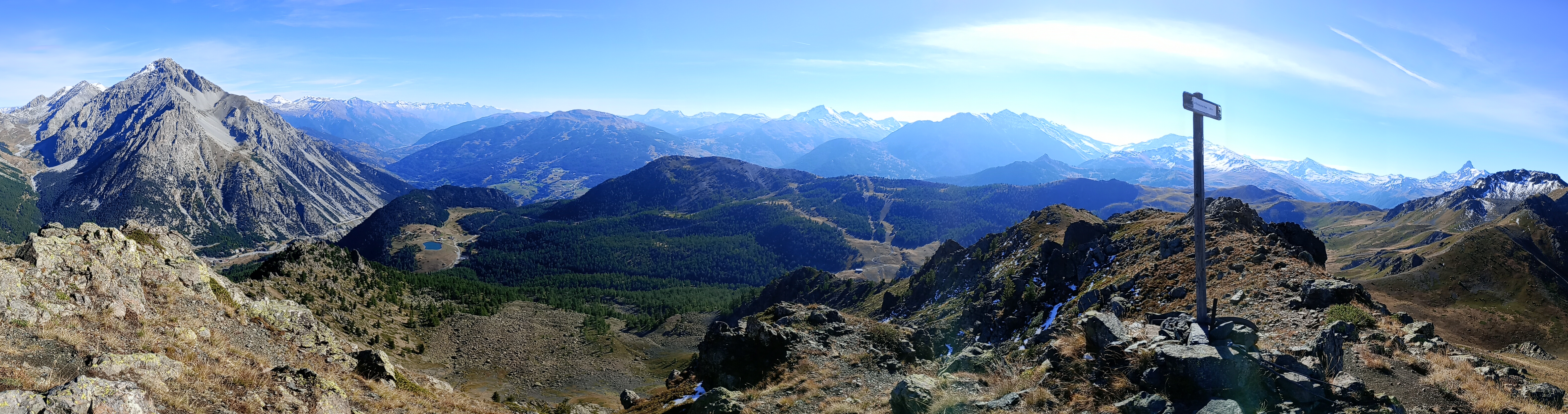
Vista verso l'Italia
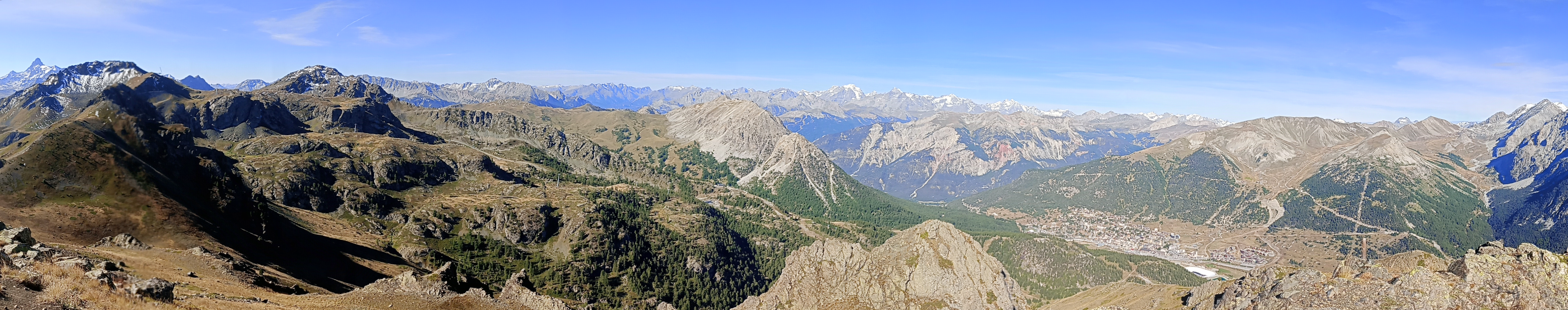
Vista verso la Francia